# Actraiser (banda sonora)
Actraiser (アクトレイザー Akutoreizā?) es un álbum compuesto e interpretado por Yūzō Koshiro, publicado en 1991. Es la banda sonora original del videojuego homónimo.

## Producción

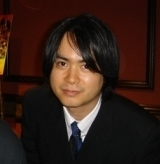
Yūzō Koshiro, productor, compositor e intérprete de la banda sonora original de ActRaiser

Yūzō Koshiro produjo el álbum, el cual fue grabado en Studio A y publicado por Alfa Records. La banda sonora original fue producida para Actraiser, un videojuego japonés desarrollado por Quintet en 1990 para la plataforma Super Famicom, y fue publicada en un solo disco en Japón el 25 de enero de 1991.
El 21 de septiembre de 1991 se publicó una banda sonora arreglada más corta con el título Symphonic Suite from Actraiser.

## Melodías e instrumentación
Las progresiones de acordes y gran parte del trabajo de acordes se realiza en un sintetizador que suena como un cruce entre un órgano y un clavicordio acompañados por un bajo eléctrico y una batería.

## Recepción
La banda sonora original de Actraiser y su compositor han sido reconocidos internacionalmente. El videojuego fue premiado en la categoría de Mejor Música en 1993 por Electronic Gaming Monthly. En 2004, una mezcla de la música del juego, arreglada por el compositor original, fue interpretada en vivo en el segundo Symphonische Spielemusikkonzerte anual en Leipzig, Alemania.

## Lista de canciones
| N.º   | Título                   | Duración |  |
| 1.    | «Opening»                | 2:45     |  |
| 2.    | «Sky Palace»             | 2:19     |  |
| 3.    | «Descent»                | 0:17     |  |
| 4.    | «Filmoa»                 | 2:53     |  |
| 5.    | «The Beast Appears»      | 2:00     |  |
| 6.    | «Round Clear»            | 0:09     |  |
| 7.    | «Blood Pool ~ Casandora» | 2:19     |  |
| 8.    | «Aitos ~ Temple»         | 2:50     |  |
| 9.    | «Formidable Foe»         | 1:26     |  |
| 10.   | «Pyramid ~ Marana»       | 4:16     |  |
| 11.   | «North Wall»             | 3:14     |  |
| 12.   | «All Over the World»     | 4:43     |  |
| 13.   | «Satan»                  | 2:39     |  |
| 14.   | «Silence»                | 0:28     |  |
| 15.   | «Birth of the People»    | 2:23     |  |
| 16.   | «Offering»               | 1:20     |  |
| 17.   | «Peaceful World»         | 3:19     |  |
| 18.   | «Ending»                 | 2:05     |  |
| 41:25 |                          |          |  |

## Créditos y personal
Todas las canciones son compuestas e interpretadas por Yūzō Koshiro, los productores son Koshiro y Kyoji Kato, la ingeniera encargada es Yasuhiko Terada y el fotógrafo del folleto es Masafumi Kikuchi.